# 402
El 402 fou un any comú començat en dimecres segons el calendari gregorià. A la seva època, però, encara no regia aquest còmput de dates.

## Esdeveniments
- Roma: els visigots assetgen Mediolanum, la capital de l'emperador romà Flavi Honori però Estilicó arriba amb el seu exèrcit i venç a Alaric I en la batalla de Pol·lència (6 d'abril). La capital aleshores es trasllada a Ravenna[1]
- Enderroquen tots els temples pagans de Gaza
- Gwanggaeto, rei de Koguryö, venç els xinesos que amenaçaven d'envair el seu territori

## Necrològiques
- Epifani I de Constància, sant cristià
- Fermí de Mende, sant cristià (data aproximada)